# Vukan
Vukan (serbe : Вукан, grec : Βολκάνος); vers 1050 – 1112 est Grand Prince de Rascie de 1083 jusqu'à sa mort 1112.

## Contexte
Vukan est, pendant les premières années de son règne,  associé  à son frère Marko et détenant les régions de la Serbie intérieure (Rascie). Après la mort de son parent le roi Constantin Bodin de Duklja en 1101, il devient le plus puissant parmi les dynastes serbes. Il défait les forces de l'Empire Byzantin à plusieurs reprises et conquiert une partie de la Macédoine. Il est le fondateur éponyme de la dynastie Vukanović..

## Sources secondaires
- Dušan T. Bataković, Histoire du peuple serbe [« History of the Serbian People »], Lausanne, L’Age d’Homme, 2005, 386 p. (ISBN 978-2-8251-1958-7, lire en ligne)
- (en) Sima Ćirković, The Serbs, Malden, Blackwell Publishing, 2004 (lire en ligne)
- (en) John Van Antwerp Jr. Fine, The Early Medieval Balkans : A Critical Survey from the Sixth to the Late Twelfth Century, Ann Arbor, Michigan, University of Michigan Press, 1991 (1re éd. 1983) (lire en ligne)
- (en) Florin Curta, Southeastern Europe in the Middle Ages, Cambridge, Cambridge University Press, 2006 (ISBN 978-0-511-22278-8)
- (se) Ivana Komatina, « Srpski vladari u Aleksijadi : hronološki okviri delovanja » [« Serbian rulers in the Alexiad - some chronological notes »], ZRVI, vol. LII,‎ 2015 (lire en ligne)
- (el) et (la) Imperii Graeci Historia, ed. Hieronymus Wolf, 1557, en grec avec traduction en latin. (PDF of 1593 reprint)
- (sr) Тибор Живковић, « Једна хипотеза о пореклу великог жупана Уроша I », Историјски часопис, vol. 52,‎ 2005, p. 9-22 (lire en ligne)
- (en) Tibor Živković, Forging unity : The South Slavs between East and West 550-1150, Belgrade, The Institute of History, Čigoja štampa, 2008 (lire en ligne)